# Brockton (Massachusetts)
Brockton város az USA Massachusetts államában, Plymouth megyében, melynek egyik megyeszékhelye (a másik Plymouth). Lakosainak száma 105 643 fő (2020. április 1.).

## Népesség
A település népességének változása:
| Lakosok száma | 1953 | 93 810 | 105 643 |
|               | 1830 | 2010   | 2020    |